# اسمال وورلد
اسمال وورلد (انگلیسی: Small World) یا به تعبیری دنیای کوچک یک بازی رومیزی می‌باشد که توسط فیلیپ کیراتس طراحی شده، گرافیک و نقاشی‌های آن هم توسط میگل کویمبرا و سیریل دوژان به انجام رسیده. این بازی در نهایت توسط دیز آو ووندر در سال ۲۰۰۹ میلادی منتشر گردید. اسمال وورلد در حقیقت یک بازی روزآمد و بازسازی شده بر پایهٔ بازی کیراتس با عنوان وینچی می‌باشد. این بازی موفق به کسب جوایز متعددی شده است از جمله برندهٔ جایزهٔ مجلهٔ بازی سال ۲۰۱۰ به عنوان بهترین بازی سال.

## نگارخانه

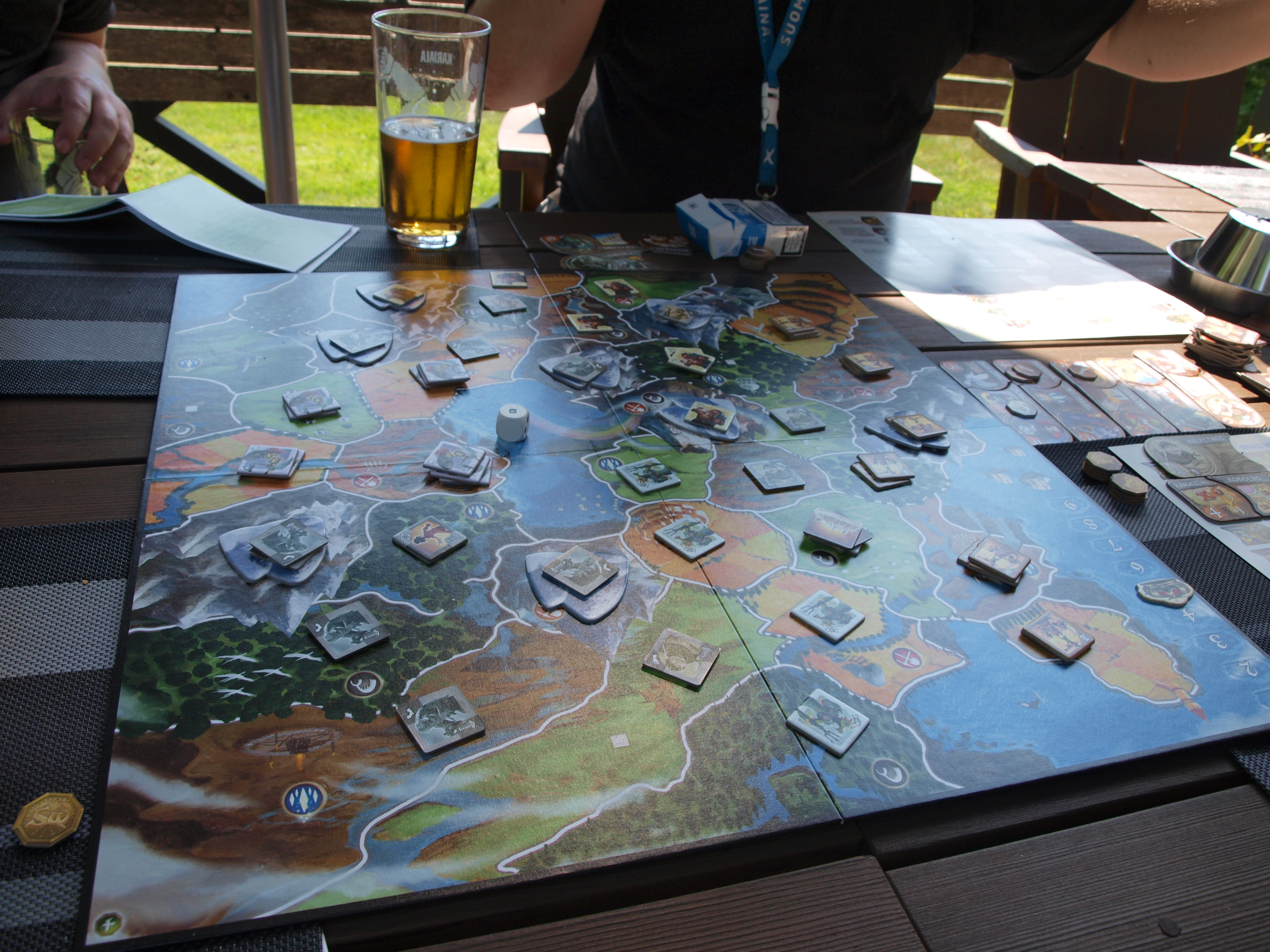
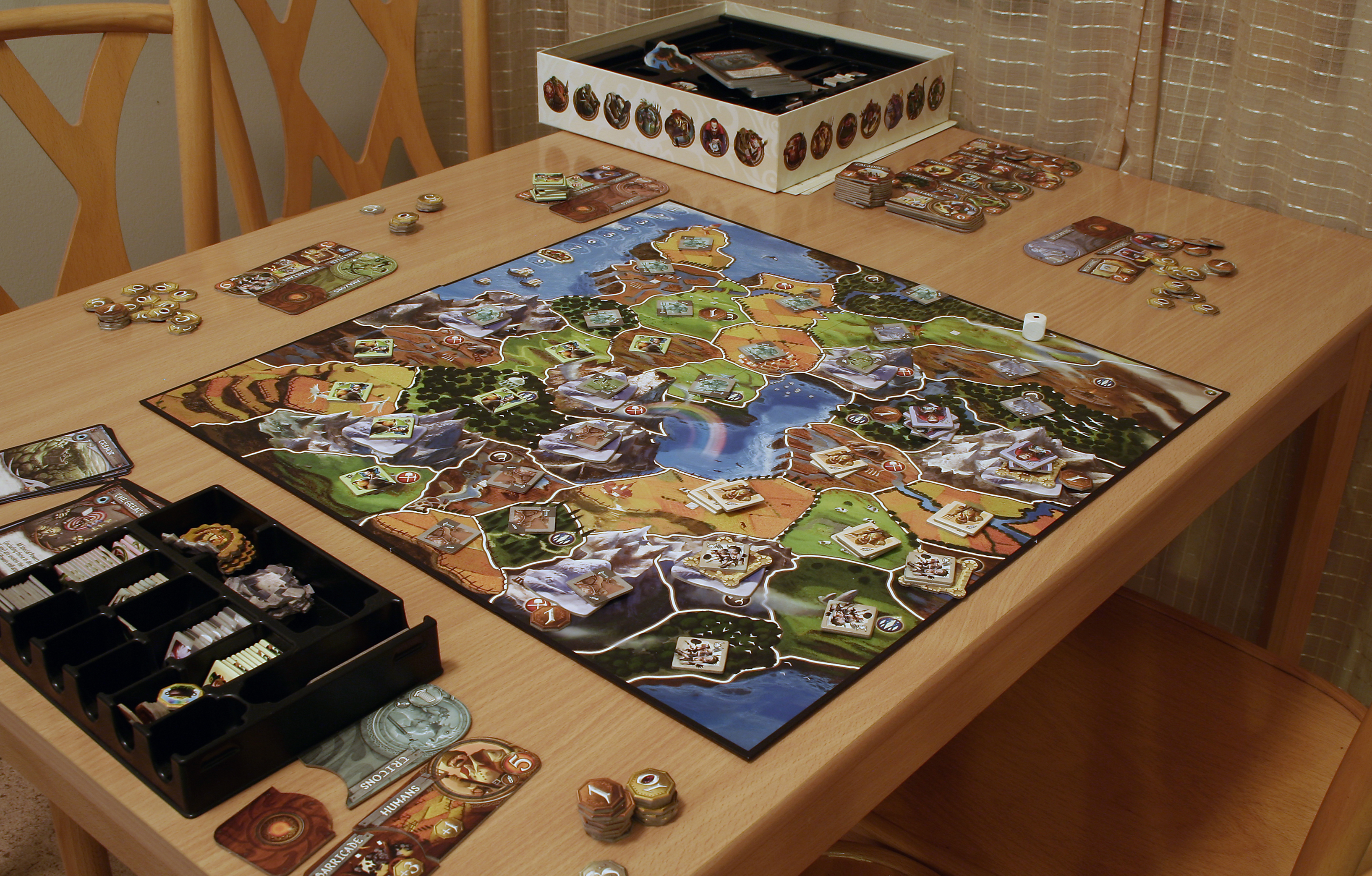
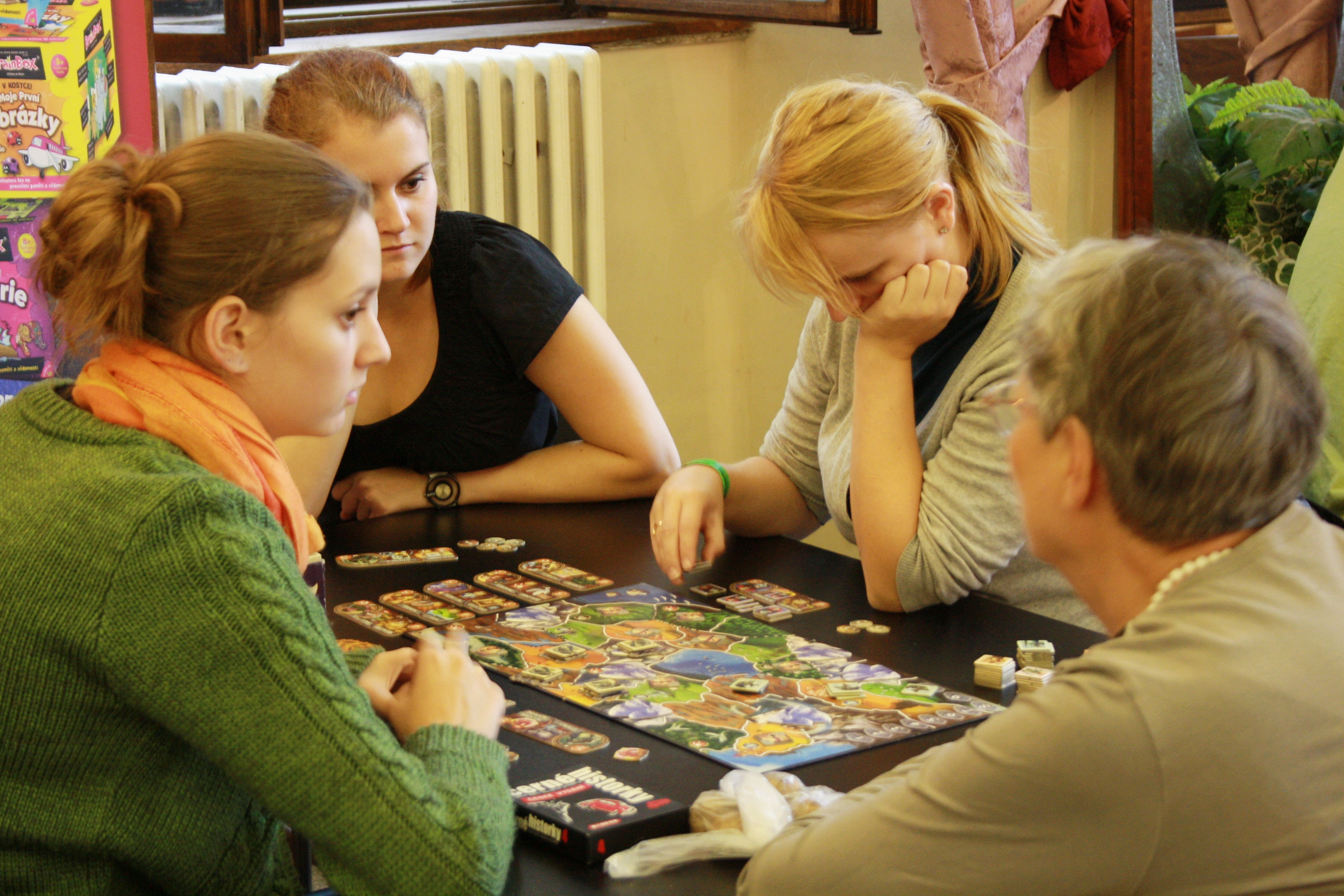
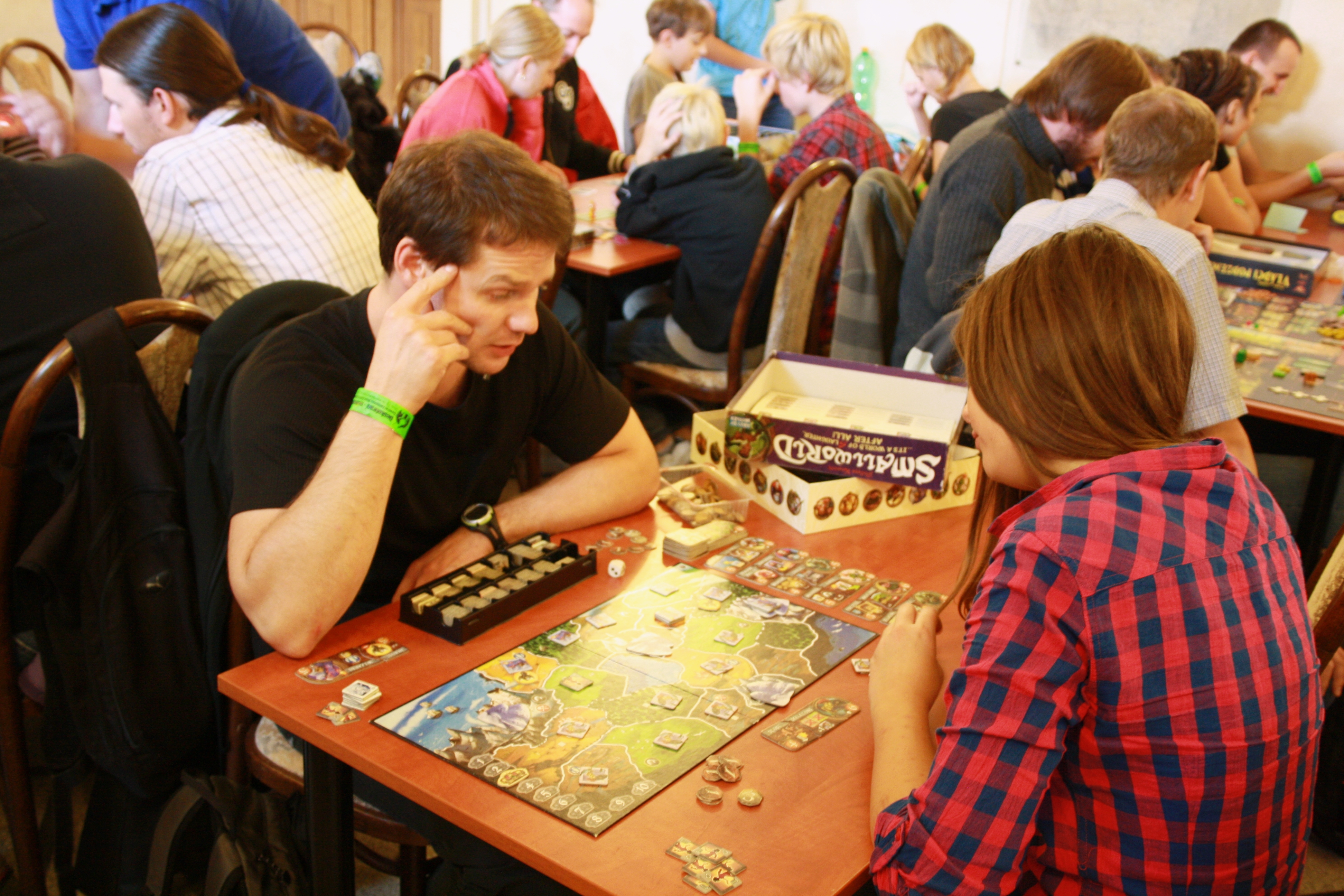